# Record del Super Bowl
Questa è una raccolta di record del Super Bowl che elenca le prestazioni migliori e peggiori nelle diverse edizioni della manifestazione. La lista è divisa in prestazioni individuali e di squadra. Accanto al detentore del record sono indicate tra parentesi le edizioni del Super Bowl in cui è stato stabilito.

## Record individuali
Maggior numero di Super Bowl giocati (10)
- Tom Brady (XXXVI, XXXVIII, XXXIX, XLII, XLVI, XLIX, LI, LII, LIII, LV)

Maggior numero di vittorie (7)
- Tom Brady  (New England Patriots - Super Bowl XXXVI, XXXVIII, XXXIX, XLIX, LI, LIII), (Tampa Bay Buccaneers - Super Bowl LV)

Maggior numero di Super Bowl MVP (5)
- Tom Brady (Super Bowl XXXVI, XXXVIII, XLIX, LI e LV)

Maggior numero di punti segnati in una sola partita (20)
- James White (Super Bowl LI)
- Jalen Hurts (Super Bowl LVII)

Maggior numero di touchdown segnati in una sola partita (3)
- Roger Craig (Super Bowl XIX)
- Jerry Rice (Super Bowl XXIV e XXIX)
- Ricky Watters (Super Bowl XXIX)
- Terrell Davis (Super Bowl XXXII)
- James White (Super Bowl LI)
- Jalen Hurts (Super Bowl LVII)

Maggior numero di punti segnati in assoluto (48)
- Jerry Rice (Super Bowl XXIII, XXIV, XXIX e XXXVII)

Segnatura più veloce (14 secondi)
- Devin Hester (touchdown su ritorno di kickoff - Super Bowl XLI)

Gioco più lungo (ritorno di kickoff di 108 iarde)
- Jacoby Jones (Super Bowl XLVII)

### Passaggi
Maggior numero di iarde passate in un solo Super Bowl (505)
- Tom Brady (Super Bowl LII)

Maggior numero di iarde passate in assoluto (3.039)
- Tom Brady (XXXVI, XXXVII, XXXIX, XLII, XLVI, XLIX, LI, LII, LIII e LV)

Maggior numero di passaggi in touchdown in un solo Super Bowl (6)
- Steve Young (Super Bowl XXIX)

Maggior numero di passaggi in touchdown in assoluto (21)
- Tom Brady (XXXVI, XXXVII, XXXIX, XLII, XLVI, XLIX, LI, LII e LV)

Maggior numero di passaggi completati in un solo Super Bowl (43)
- Tom Brady (LI)

Maggior numero di passaggi completati in assoluto (277)
- Tom Brady (XXXVI, XXXVIII, XXXIX, XLII, XLVI, XLIX, LI, LII e LV)

Maggiore percentuale di passaggi completati in un solo Super Bowl (88%)
- Phil Simms (22 su 25 - Super Bowl XXI)

Maggiore percentuale di passaggi completati in assoluto (70%)
- Troy Aikman (Super Bowl XXVII, XXVIII e XXX)

Maggior numero di passaggi completati consecutivi (16)
- Tom Brady (Super Bowl XLVI)

Migliore passer rating (127,8)
- Joe Montana (Super Bowl XVI, XIX, XXIII e XXIV)

Passaggio più lungo (85 iarde in touchdown)
- Jake Delhomme a Muhsin Muhammad (Super Bowl XXXVIII)

Maggior numero di lanci intercettati in un solo Super Bowl (5)
- Rich Gannon (Super Bowl XXXVII)

Maggior numero di lanci intercettati in assoluto (8)
- John Elway (Super Bowl XXI, XXII, XXIV, XXXII e XXXIII)

Maggio numero di fumble su lancio (5)
- Roger Staubach (Super Bowl VI, X, XII e XIII)

### Corse
Corsa più lunga (75 iarde in touchdown)
- Willie Parker (Super Bowl XL)

Maggior numero di iarde corse in un solo Super Bowl (204)
- Timmy Smith (Super Bowl XXII)

Maggior numero di iarde corse in assoluto (354)
- Franco Harris (Super Bowl IX, X, XIII e XIV)

Maggior numero di touchdown di corsa in un solo Super Bowl (3)
- Terrell Davis (Super Bowl XXXII)
- Jalen Hurts (Super Bowl LVII)

Maggior numero di touchdown di corsa in assoluto (5)
- Emmitt Smith (Super Bowl XXVII, XXVIII e XXX)

Maggior numero di corse in un solo Super Bowl (38)
- John Riggins (Super Bowl XVII)

Maggior numero di corse in assoluto (101)
- Franco Harris (Super Bowl IX, X, XIII e XIV)

### Ricezioni
Maggior numero di iarde di ricezione in un solo Super Bowl (215)
- Jerry Rice (Super Bowl XXIII)

Maggior numero di iarde di ricezione in assoluto (589)
- Jerry Rice (Super Bowl XXIII, XXIV, XXIX e XXXVII)

Maggior numero di ricezioni in un solo Super Bowl (13)
- Demaryius Thomas (Super Bowl XLVIII)

Maggior numero di ricezioni in assoluto (33)
- Jerry Rice (Super Bowl XXIII, XXIV, XXIX e XXXVII)

Maggior numero di ricezioni in touchdown in un solo Super Bowl (3)
- Jerry Rice (Super Bowl XXIV e XXIX)

Maggior numero di ricezioni in touchdown in assoluto (8)
- Jerry Rice (Super Bowl XXIII, XXIV, XXIX e XXXVII)

Ricezione più lunga (85 iarde in touchdown)
- Muhsin Muhammad (Super Bowl XXXVIII)

### Difesa
Maggior numero di intercetti in un solo Super Bowl (3)
- Rod Martin (Super Bowl XV)

Maggior numero di intercetti in assoluto (3)
- Rod Martin (Super Bowl XV)
- Chuck Howley (Super Bowl V e VI)
- Larry Brown  (Super Bowl XXVIII e XXX)

Ritorno di intercetto più lungo (100 iarde in touchdown)
- James Harrison (Super Bowl XLIII)

Maggior numero di intercetti ritornati in touchdown in un solo Super Bowl (2)
- Dwight Smith (Super Bowl XXXVII)

Maggior numero di sack in un solo Super Bowl (3)
- Reggie White (Super Bowl XXXI)
- Darnell Dockett (Super Bowl XLIII)

Maggior numero di sack in assoluto (4,5)
- Charles Haley
- Von Miller

Ritorno di fumble più lungo (64 iarde)
- Leon Lett (Super Bowl XXVII)

### Special team
Maggior numero di field goal realizzati in un solo Super Bowl (4)
- Don Chandler (Super Bowl II)
- Ray Wersching (Super Bowl XVI)

Maggior numero di field goal realizzati in assoluto (7)
- Adam Vinatieri (Super Bowl XXXI, XXXVI, XXXVIII, XXXIX e XLI)

Field goal realizzato da più distante (54 iarde)
- Steve Christie (Super Bowl XXVIII)

Field goal realizzato da più vicino (9 iarde)
- Jim Turner (Super Bowl III)
- Mike Clark (Super Bowl VI)

Ritorno di kickoff più lungo (108 iarde in touchdown)
- Jacoby Jones (Super Bowl XLVII)

Punt più lungo (65 iarde)
- Johnny Hekker - Super Bowl LIII

Ritorno di punt più lungo (65 iarde)
- Kadarius Toney (Super Bowl LVII)

Maggior numero di trasformazioni da un punto in un solo Super Bowl (7)
- Mike Cofer (Super Bowl XXIV)
- Lin Elliot (Super Bowl XXVII)
- Doug Brien (Super Bowl XXIX)

Maggior numero di trasformazioni da un punto in assoluto (13)
- Adam Vinatieri (Super Bowl XXXI, XXXVI, XXXVIII, XXXIX e XLI)

### Allenatori
Maggior numero di partecipazioni (9)
- Bill Belichick (New England Patriots - Super Bowl XXXVI, XXXVIII, XXXIX, XLII, XLVI, XLIX, LI, LII,LIII)

Maggior numero di vittorie (6)
- Bill Belichick (New England Patriots - Super Bowl XXXVI, XXXVIII, XXXIX, XLIX, LI,LIII)

Maggior numero di sconfitte (4)
- Dan Reeves (Denver Broncos - Super Bowl XXI, XXII e XXIV e Atlanta Falcons - XXXIII)
- Marv Levy (Buffalo Bills - Super Bowl XXV, XXVI, XXVII e XXVIII)
- Bud Grant (Minnesota Vikings - Super Bowl IV, VII, IX e XI)
- Don Shula (Baltimore Colts - Super Bowl III e Miami Dolphins - Super Bowl VI, XVII e XIX)

Vincitore più giovane (36 anni e 20 giorni)
- Sean McVay (Los Angeles Rams - Super Bowl LVI)

Vincitore più anziano (68 anni e 127 giorni)
- Bruce Arians (Tampa Bay Buccaneers - Super Bowl LV)

Intervallo più lungo tra due partecipazioni (19 anni)
- Dick Vermiel (Philadelphia Eagles - Super Bowl XV e Saint Louis Rams - Super Bowl XXXIV)

## Record di squadra

### Partite, vittorie e sconfitte
Maggior numero di Super Bowl disputati (11)
- New England Patriots (Super Bowl XX, XXXI, XXXVI, XXXVIII, XXXIX, XLII, XLVI, XLIX, LI, LII e LIII)

Maggior numero di partecipazioni consecutive (4)
- Buffalo Bills (Super Bowl XXV, XXVI, XXVII e XXVIII)

Maggiore intervallo di tempo tra due partecipazioni successive (36 anni)
- Indianapolis Colts (Super Bowl V[1] e XLI)

Maggior numero di vittorie (6)
- Pittsburgh Steelers (Super Bowl IX, X, XIII, XIV, XL e XLIII)
- New England Patriots (Super Bowl XXXVI, XXXVIII, XXXIX, XLIX, LI, LIII)

Maggior numero di vittorie senza sconfitte (2)
- Baltimore Ravens (Super Bowl XXXV, XLVII )
- Tampa Bay Buccaneers (Super Bowl XXXVII, LV)

Maggior numero di vittorie consecutive (2)
- Green Bay Packers (Super Bowl I e II)
- Miami Dolphins (Super Bowl VII e VIII)
- Pittsburgh Steelers (due volte: Super Bowl IX e X, XIII e XIV)
- San Francisco 49ers (Super Bowl XXIII e XXIV)
- Dallas Cowboys (Super Bowl XXVII e XXVIII)
- Denver Broncos (Super Bowl XXXII e XXXIII)
- New England Patriots (Super Bowl XXXVIII e XXXIX)

Maggior numero di sconfitte (5)
- Denver Broncos (Super Bowl XII, XXI, XXII, XXIV e XLVIII)
- New England Patriots (Super Bowl XX, XXXI, XLII, XLVI e LII)

Maggior numero di sconfitte senza vittorie (4)
- Buffalo Bills (Super Bowl XXV, XXVI, XXVII e XXVIII)
- Minnesota Vikings (Super Bowl IV, VIII, IX e XI)

Maggior numero di sconfitte consecutive (4)
- Buffalo Bills (Super Bowl XXV, XXVI, XXVII e XXVIII)

Incontro più frequente (3)
- Pittsburgh Steelers - Dallas Cowboys (Super Bowl X, XIII, XXX)

### Punteggio

#### Squadra singola
Maggior numero di punti segnati dalla squadra vincente (55)
- San Francisco 49ers (Super Bowl XXIV)

Maggior numero di punti segnati dalla squadra perdente (35)
- Philadelphia Eagles (Super Bowl LVII)

Maggior numero di punti segnati nel primo quarto (14)
- Miami Dolphins (Super Bowl VIII)
- Oakland Raiders (Super Bowl XV)
- Dallas Cowboys (Super Bowl XXVII)
- San Francisco 49ers (Super Bowl XXIX)
- New England Patriots (Super Bowl XXXI)
- Chicago Bears (Super Bowl XLI)
- Green Bay Packers (Super Bowl XLV)

Maggior numero di punti segnati nel secondo quarto (35)
- Washington Redskins (Super Bowl XXII)

Maggior numero di punti segnati nei primi due quarti (35)
- Washington Redskins (Super Bowl XXII)

Maggior numero di punti segnati nel terzo quarto (21)
- Chicago Bears (Super Bowl XX)

Maggior numero di punti segnati nel quarto quarto (21)
- Dallas Cowboys (Super Bowl XXVII)
- Kansas City Chiefs (Super Bowl LIV)

Maggior numero di punti segnati negli ultimi due quarti (30)
- New York Giants (Super Bowl XXI)

Maggior margine di vittoria (45)
- San Francisco 49ers (55 a 10 Super Bowl XXIV)

Minor margine di vittoria (1)
- New York Giants (20 a 19 Super Bowl XXV)

Maggior margine a metà tempo (25)
- Washington Redskins (35 a 10 Super Bowl XXII)

Minor numero di punti segnato da una squadra vincente (14)
- Miami Dolphins (Super Bowl VII)

Minor numero di touchdown realizzati da una squadra vincente (1)
- New York Jets (Super Bowl III)
- New England Patriots (Super Bowl LIII)

Minor numero di punti segnati nei primi due quarti (0)
- Baltimore Colts (Super Bowl III)
- Minnesota Vikings (Super Bowl IV, VIII, IX e XI)
- Washington Redskins (Super Bowl VII)
- Denver Broncos (Super Bowl XII e XLVIII)
- Cincinnati Bengals (Super Bowl XVI)
- Buffalo Bills (Super Bowl XXVI)
- Tennessee Titans (Super Bowl XXXIV)
- New York Giants (Super Bowl XXXV)

Minor numero di punti segnati negli ultimi due quarti (0)
- Kansas City Chiefs (Super Bowl I)
- Dallas Cowboys (Super Bowl V)
- Miami Dolphins (Super Bowl VI, VII[2], XVII, XIX)
- Denver Broncos (Super Bowl XXII)
- Buffalo Bills (Super Bowl XXVIII)

Minor numero di punti segnati (3)
- Miami Dolphins (Super Bowl VI)
- Los Angeles Rams (Super Bowl LIII)

Maggior numero di touchdown realizzati in assoluto (26)
- Dallas Cowboys (Super Bowl V, VI, X, XII, XIII, XXVII, XXVIII e XXX)

Maggior numero di touchdown realizzati in un solo Super Bowl (8)
- San Francisco 49ers (Super Bowl XXIV)

Maggior numero di touchdown realizzati in un solo Super Bowl dalla squadra perdente (4)
- Dallas Cowboys (Super Bowl XIII)
- Carolina Panthers (Super Bowl XXXVIII)
- Atlanta Falcons (Super Bowl LI)
- New England Patriots (Super Bowl LII)
- Philadeplhia Eagles (Super Bowl LVII)

Minor numero di touchdown realizzati (0)
- Miami Dolphins (Super Bowl VI)
- Los Angeles Rams (Super Bowl LIII)
- Kansas City Chiefs (Super Bowl LV)

#### Entrambe le squadre
Maggior numero di punti realizzati (75)
- San Francisco 49ers - San Diego Chargers(49 - 26 Super Bowl XXIX)

Maggior numero di punti realizzati nel primo quarto (24)
- Green Bay Packers - New England Patriots (10 - 14 Super Bowl XXXI)

Maggior numero di punti realizzati nel secondo quarto (35)
- Washington Redskins - Denver Broncos (35 - 0 Super Bowl XXII)

Maggior numero di punti realizzati nei primi due quarti (45)
- Washington Redskins - Denver Broncos (35 - 10 Super Bowl XXII)

Maggior numero di punti realizzati nel terzo quarto (24)
- Washington Redskins - Buffalo Bills (14 - 10 Super Bowl XXVI)

Maggior numero di punti realizzati nel quarto quarto (37)
- New England Patriots - Carolina Panthers (18 - 19 Super Bowl XXXVIII)

Maggior numero di punti realizzati negli ultimi due quarti (46)
- Tampa Bay Buccaneers - Oakland Raiders (28 - 18 Super Bowl XXXVII)

Maggior numero di touchdown (10)
- San Francisco 49ers - San Diego Chargers (7 - 3 Super Bowl XXIX)

Minor numero di punti realizzati nei primi due quarti (2)
- Pittsburgh Steelers - Minnesota Vikings (2 - 0 Super Bowl IX)

Minor numero di punti realizzati negli ultimi due quarti (7)
- Miami Dolphins - Washington Redskins (0 - 7 Super Bowl VII)
- Washington Redskins - Denver Broncos (7 - 0 Super Bowl XXII)

Minor numero di punti realizzati (16)
- Los Angeles Rams - New England Patriots (3 - 13 Super Bowl LIII)

Minor numero di touchdown realizzati (1)
- Los Angeles Rams - New England Patriots (0 - 1 Super Bowl LIII)

### Penalità
Maggior numero di iarde di penalità subite da una squadra in un solo Super Bowl (133)
- Dallas Cowboys (Super Bowl V)

Maggior numero di penalità  subite da una squadra in un solo Super Bowl (12)
- Dallas Cowboys (Super Bowl XII)
- Carolina Panthers (Super Bowl XXXVIII)

Maggior numero di iarde di penalità subite da entrambe le squadre in un solo Super Bowl (164)
- Dallas Cowboys - Baltimore Colts (Super Bowl V)

### Tempo
Segnatura più veloce (12 secondi)
- Seattle Seahawks (safety Super Bowl XLVIII)

Segnatura più tardiva (57 min. e 53 sec.)
- Washington Redskins (Super Bowl VII)

Periodo più lungo senza segnature (26 min. e 55 sec.)
- Carolina Panthers - New England Patriots (Super Bowl XXXVIII)

Possesso di palla più lungo (40 min. e 33 sec.)
- New York Giants (Super Bowl XXV)

Drive più lungo (9 min. e 59 sec.)
- New York Giants (Super Bowl XLII)

## Cose mai successe
Nella storia del Super Bowl non è mai successo che:
- La squadra vincente non realizzasse nessun touchdown.
- Venisse realizzato un touchdown su un ritorno di punt.
- Si incontrassero due squadre della stessa area metropolitana. Le due squadre geograficamente più vicine (circa 260 km in linea d'aria) ad essersi affrontate sono state Indianapolis Colts e Chicago Bears nel Super Bowl XLI.
- Si incontrassero due squadre qualificate con wild card, cioè non vincitrici della propria Division. Dieci wild card (dalla fusione del 1970) hanno vinto la propria conference, ma mai due nello stesso anno.
- Partecipassero Cleveland Browns, Detroit Lions, Houston Texans, Jacksonville Jaguars. Queste sono le uniche quattro squadre attualmente militanti nella NFL a non aver mai ottenuto la partecipazione ad un Super Bowl.
- Vincessero Cincinnati Bengals, Los Angeles Chargers, Tennessee Titans, Carolina Panthers, Arizona Cardinals, Minnesota Vikings e Buffalo Bills, oltre alle squadre mai qualificatesi.
- Perdessero Baltimore Ravens, New York Jets, Tampa Bay Buccaneers, New Orleans Saints oltre ovviamente alle squadre mai qualificatesi.
- Una squadra vincesse per tre anni consecutivi. Sette squadre hanno vinto per due anni consecutivi e due squadre hanno vinto tre volte in quattro anni consecutivi: Dallas Cowboys (Super Bowl XXVII, XXVIII e XXX) e New England Patriots (Super Bowl XXXVI, XXXVIII e XXXIX).
- Un allenatore vincesse con due squadre diverse.